# Jean-Daniel Akpa-Akpro
Jean-Daniel Dave Lewis Akpa-Akpro (auch Akpa Akpro; * 11. Oktober 1992 in Toulouse, Frankreich) ist ein ivorisch-französischer Fußballspieler. Der zentrale Mittelfeldspieler steht bei Lazio Rom in der Serie A unter Vertrag und ist aktuell an die AC Monza ausgeliehen. Zwischen 2014 und 2021 spielte er für die ivorische Fußballnationalmannschaft.

## Familie
Akpa-Akpros älterer Bruder Jean-Louis (* 1985) ist ebenfalls Fußballspieler.

## Karriere

### Vereine
Akpa-Akpro wechselte 2009 in die Jugendabteilung des FC Toulouse. Dort rückte er zur Saison 2011/12 zum Profikader auf. Am 6. August 2011 gab er beim 2:0-Sieg gegen den AC Ajaccio sein Debüt in Frankreichs höchster Spielklasse. Sein erstes Tor gelang ihm am 18. Mai 2013 beim 2:1-Sieg gegen den FC Sochaux. Nach der Spielzeit 2016/17 wurde sein Vertrag nicht verlängert und Akpa-Akpro war einige Monate vereinslos. Ende Februar 2018 schloss er sich dem italienischen Zweitligisten US Salernitana an. Zur Spielzeit 2020/21 wechselte der Ivorer zur Lazio Rom. Im September 2022 lieh ihn der FC Empoli aus. In der darauffolgenden Saison wurde er erneut verliehen. Diesmal zur AC Monza. Nach einem halben Jahr in Rom kehrte Akpa-Akpro Anfang Januar 2025 erneut per Leihe zur AC Monza zurück.

### Nationalmannschaft
Akpa-Akpro debütierte am 31. Mai 2014 bei der 1:2-Niederlage im Freundschaftsspiel gegen Bosnien und Herzegowina in der ivorischen Nationalmannschaft. Für die Weltmeisterschaft 2014 in Brasilien wurde er in den Kader seines Heimatlandes berufen, kam jedoch nicht zum Einsatz. Für die Afrikameisterschaft 2015 wurde er von Trainer Hervé Renard erneut in den ivorischen Kader berufen. Am 8. Februar 2015 wurde er durch einen Finalsieg im Elfmeterschießen gegen Ghana Afrikameister, kam selbst im Turnier jedoch nicht zum Einsatz. Ab November 2015 wurde Akpa-Akpro jahrelang nicht berücksichtigt, ehe er im Oktober 2020 wieder bei einem Freundschaftsspiel zum Einsatz kam.

## Erfolge
Nationalmannschaft
- Afrikameister: 2015 (ohne Einsatz)